# Пол Келлерман
Пол Келлерман, сыгранный Полом Адельштейном, является вымышленным персонажем из американского телесериала «Побег». Персонаж был впервые показан в 1 серии как специальный агент секретной службы, но актёр не был указан в списке постоянных до третьего эпизода. Возраст Келлермана — около 35 лет.

## Биография

### До событий сериала
После окончания Вест-Пойнта с отличием, участвовал в войне в Персидском заливе, служа в U.S. Army Rangers, а после этого — в спецназе, получил звание Майора. Хотя он имел отличные перспективы в армии, он получил более выгодное предложение от федерального правительства — работа в Секретной службе, и вскоре был назначен к Кэролин Рейнолдс, которой он служил в течение пятнадцати лет. В конце концов он превратился в безжалостного фанатика, способного подавлять свои эмоции и совершать ужасные преступления во имя Кэролин Рейнолдс. Из-за приверженности её планам он стал ключевой фигурой в заговоре против Линкольна Барроуза.

### Сезон 1
Вместе со своим напарником и старым другом Дэнни Хейлом в первой половине сезона Келлерман делает все, чтобы никто не раскрыл заговор против Линкольна Барроуза. Он идёт на все, чтобы это сделать, шантажирует и даже убивает огромное число невинных людей по приказу Рейнольдс. Келлерман при всем при этом сохраняет хладнокровие, показывая, что никакого раскаяния за совершенное он нести не собирается. Но когда Кэролин Рейнольдс приказала ему помогать тайной организации, которая контролирует предпринимателей и правительство, называемая просто «Компания», Келлерман выполняет не все их приказы. После этого в помощь Келлерману посылают агента Компании Куинна, но позднее Келлерман оставляет его умирать в глубоком колодце со сломанной ногой, и продолжает своё задание устранять все угрозы раскрытию заговора. Келлерман в итоге убивает своего напарника Хейла, который проникся сочувствием к родным Барроуза и пытался передать им всю информацию о заговоре. Он впервые показывает, что ему не хочется убивать друга, но узнав, что Хейл указал в списке заговорщиков и его, Келлерман спускает курок.
Во второй части сезона Келлерман часто вступает в спор с Самантой Бринкер, посланной Компанией для помощи Рейнольдс. После того, как Эл-Джей проникает в дом Келлермана и ранит его из пистолета, тот был отстранён от дела, но продолжает преследовать Барроуза (в частности, пытается убить его после подстроенного Компанией ДТП). Узнав о скрытых мотивах Компании в подставе Барроуза, Келлерман показывает свой первый намёк на разочарование, но Рейнольдс убеждает его, что он работает на неё, а не на Компанию. В следующих сериях его привязанность к Рейнольдс становится все более очевидной, — он служил ей 15 лет. Келлерман хорошо знаком с Рейнолдс и действительно заботился о ней и поддерживал её, особенно после того, как ей угрожала Компания. В заключительной серии сезона Келлерман помогает ей убить президента и стоит рядом с ней, когда она принимает присягу.

### Сезон 2
Роль Келлермана во втором сезоне становится более важной. Вместо непосредственной помощи в поимке беглецов из Фокс Ривер, Келлерман знакомится с Сарой Танкреди, которая по его мнению может привести к Майклу Скофилду и Линкольну Барроузу. Следующие две серии показывают, как Келлерман пытается подружиться с Сарой, назвавшись бывшим наркоманом под именем «Лэнс». Сара Танкреди начинает доверять ему. В начале сезона он остается преданным Компании, однако после того, как ему отказали в прямом контакте с президентом Рейнольдс в шестой серии, Келлерман подтверждает свои опасения по поводу того, что Рейнолдс является не более чем пешкой в руках Компании. Он начинает понимать, что все это время Рейнольдс обманывала его. Келлерман пытается убедить Кима дать поговорить ему с президентом, на что тот отвечает, что необходимо сначала поймать беглецов. Келлерман продолжает выполнять приказы Кима и оказывает давление на агента ФБР, Александра Махоуна, которого шантажирует Компания. Махоун должен убить всех беглецов, чтобы сохранить тайны Компании. Келлерман все более неоднозначно начинает относиться к Компании.
Пол Келлерман захватывает Сару и начинает пытать в надежде добыть любую информацию, которую её отец мог ей передать. Получив приказ от Кима убить Сару, Келлерман начинает сомневаться, стоит ли ему выполнять приказ; с неохотой он пытается это сделать, но Сара ранит его горячим утюгом и сбегает. Его неудача вынуждает Кима спровоцировать уничтожение всей информации о Келлермане и стирания всех записей, относящихся к нему. Келлерман больше не является специальным агентом. Ему дают возможность вернуться, при условии, что он убьёт Майкла и Линкольна. Устроив вместе с Александром Махоуном ловушку для братьев и загнав их в угол, он стреляет в Махоуна и уходит с Майклом и Линкольном. Келлерман убеждает братьев, что нужен им, так как у него есть сведения о Компании. С его помощью Линкольн и Майкл находят и захватывают Терренса Стедмана. Сохраняя Стедмана как заложника, Келлерман должен терпеть унижения с его стороны. Стедман рассказывает, что у Келлермана были романтические чувства к Рейнольдс и он сделал ей предложение, которое она отвергла. Келлерман продолжает выступать в качестве союзника братьев, помогая им раскрыть Компанию. На связь с ним выходит Рейнолдс и просит вернуться его на прежнюю должность, но вскоре Келлерман узнаёт, что это попытка Кима вернуть его обратно.
После этих событий Келлерману становится ещё тяжелее. После того, как он помогает добыть звуковой файл, который может помочь оправдать Линкольна, братья и Сара закрывают перед ним дверь и уезжают. Келлерман решает отомстить по-своему. Он приобретает снайперскую винтовку и предпринимает попытку покушения на президента Рейнольдс, но безуспешно. Келлерман, надев парадную форму, разложив боевые награды, предпринимает попытку самоубийства, но пистолет заклинивает. Понимая, что он совершал страшные вещи, Келлерман искренне раскаивается и рассказывает все своей сестре Кристине. Она убеждает его признаться в своих преступлениях. Показания Келлермана спасают Сару от тюрьмы и помогают оправдать Линкольна, но сам он оказывается арестован. Келлерман был убит агентами Компании. Два вооружённых человека в масках открыли двери полицейского фургона и Келлерман, смотря на них, говорит: «Долго возитесь». Он улыбается, когда вооружённые люди в масках расстреливают фургон. Момент убийства Келлермана не показан, показан расстрел фургона, поэтому вопрос о его смерти остается открытым.

### Сезон 4
Келлерман оказывается живым, будучи освобожденым людьми, работающими на Альдо Берроуза. Келлерман играет важную роль, так как может уничтожить Компанию, в чём и помогает Майклу и Линкольну. В эпилоге показано, что через 4 года Келлерман стал популярным конгрессменом. К нему подходит вдова его бывшего напарника Дэнни Хейла и плюёт в лицо, после чего видно, что он раскаялся за совершенные преступления, а особенно убийство друга. Келлерман также помогает Майклу и всем остальным оправдаться, за исключением Теодора Бэгвелла, взамен на передачу «Сциллы» сотруднику ООН.

### Сезон 5
После известия о том, что Майкл жив и находится в Йеменской тюрьме «Огигия», Сара решает обратиться за помощью в госдепартамент, где встречает Келлермана, который рассказывает ей, что Майкл живёт под именем Каниэль Аутис, а его настоящее имя было стёрто. Во время встречи с Бэгвеллом, которого в дом Келлермана направила Сара, думая, что тот следит за ней, Пол рассказывает ему всё что знает о Каниэле Аутисе и о том, что он работает на никому неизвестного аналитика ЦРУ по прозвищу «Посейдон», после чего на Бэгвелла и Келлермана нападают, впоследствии последнего убивают.

## Черты характера
На протяжении сериала Келлерман изображен как человек, считающий, что все его действия он совершает для страны. В одной из серий первого сезона он говорит Рейнольдс, что все, что он делал, было для неё, для её семьи и, самое главное, для этой страны. Он играет как злодея, так и положительного героя. Хотя он показан как хладнокровный убийца, он любит свою сестру и показывает нежелание выполнять приказы Кима. Кроме того, как считает Пол Эдельштейн, который сыграл Пола Келлермана, интуиция подсказала ему, что Рейнолдс была бы лучшим лидером для страны и, следовательно, любой, кто ставит её под угрозу, должен быть устранён. Келлерман патриот и если кто-то должен умереть, чтобы обеспечить безопасность страны, так и будет.
Существует четкое различие в его образе всего сериала. В первом сезоне Келлерман был не только хладнокровным убийцей, а также последовательно жестоким. Лучшим примером этого являются шутки над сыном Линкольна Берроуза о смерти мамы.
Во втором сезоне Келлерман становится более человечным. Он начинает возражать против принятия убийств невинных людей и показывает истинное раскаяние, когда получил приказ убить Сару Танкреди. Также об этом свидетельствуют эпизоды о его сестре, которую Келлерман очень любит.
В четвёртом сезоне он возвращается как конгрессмен с большой популярностью, очень известный, видимо, благодаря борьбе с коррупцией в правительстве. Келлерман становится полной противоположностью тому, на кого он работал в начале сериала. В конце концов он помогает снять обвинения со всех, кто помог найти Сциллу, за исключением Багвелла.

## Концепция и создание
Персонаж первоначально задумывался как стереотипный злодей. Однако создатель Пол Шойринг убедил сценаристов сделать его неоднозначным и изменить роль во второй половине второго сезона. Пол Адельштейн изначально пробовался на роль Линкольна Барроуза. Шойринг заявил, что Барроуз должен обладать хорошими физическими данными. Однако Эдельштейн произвёл такое впечатление, что заслужил приглашение на роль Келлермана.